# Liste von Persönlichkeiten der Stadt Haltern am See
Diese Liste von Persönlichkeiten der Stadt Haltern am See umfasst die Bürgermeister, Ehrenbürger, Söhne und Töchter der Stadt sowie weitere Persönlichkeiten mit Bezug zur Stadt.

## Bürgermeister
Chronologische Auflistung aller Personen, die das Amt des Bürgermeisters in Haltern am See seit 1816 innehatten:

### 19. Jahrhundert
- 1816–1817: Alexander Lohagen
- 1817: Franz Eltrop
- 1817–1836: Surmann
- 1836–1849: Wilhelm von Hadeln
- 1849–1887: Friedrich Preuß
- 1887–1906: Heinrich Friedrich Grote

### 20. Jahrhundert
- 1906–1926: Carl Homann
- 1926–1933: Bernhard Altemühle
- 1933–1945: Carl Schenuit
- 1945–1945: Heinrich Keysberg
- 1945–1946: Karl Oswald
- 1946: Clemens Sebbel[3]
- 1946: Ewald Lanwer
- 1946: Klierfeld
- 1946–1950: Ewald Lanwer
- 1950–1952: Richard Bungartz
- 1952: Christoph Kleybold
- 1952–1957: Heinrich Jäckel
- 1957–1961: Gerhard Ribbeheger (Zentrum)
- 1961–1962: Richard Bungartz
- 1962–1963: Rudolf Grömping
- 1963–1964: Richard Bungartz
- 1964–1980: Josef Paris
- 1980–1994: Hermann Wessel (CDU)
- 1994–1999: Erwin Kirschenbaum (SPD)

### 21. Jahrhundert
- 1999–2004: Josef Schmergal (CDU)
- 2004–2020: Bodo Klimpel (CDU)
- 2020–Heute: Andreas Stegemann (CDU)

## Ehrenbürger
- 1939: Alexander Conrads (1860–1940), Arzt, Gründer des Halterner Geschichts- und Altertumsvereins, Förderer der römischen Ausgrabungen bei Haltern und Erbauer des römisch-germanischen Museums[4]
- 2008: Alexander Lebenstein (1927–2010), einziger jüdischer Überlebender aus Haltern und Namensgeber der Alexander-Lebenstein-Realschule[5][6]

## In Haltern am See geborene Persönlichkeiten

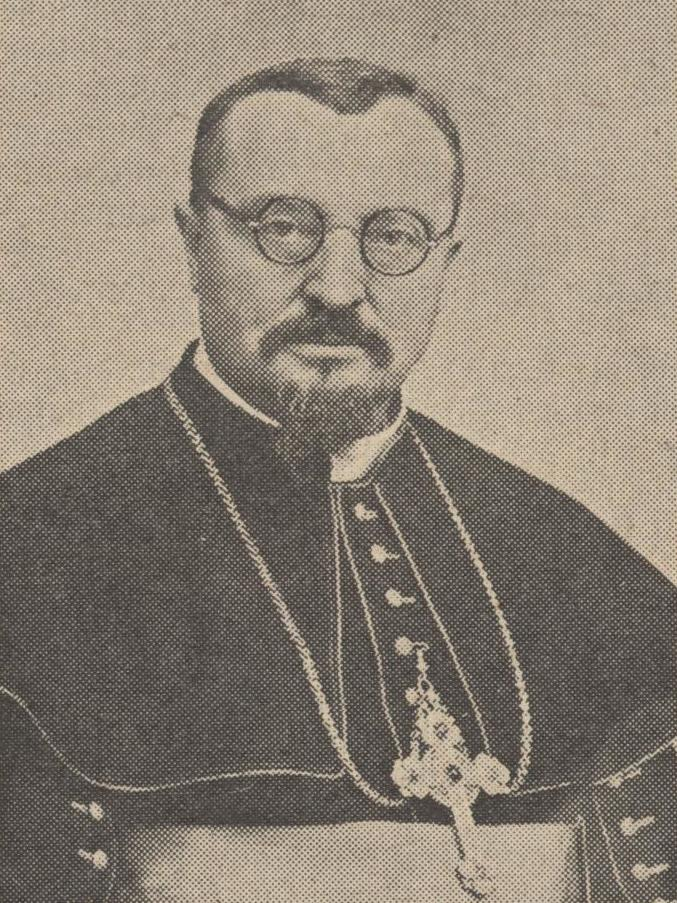
Theodor Buddenbrock (1878–1959), kath. Erzbischof und Chinamissionar

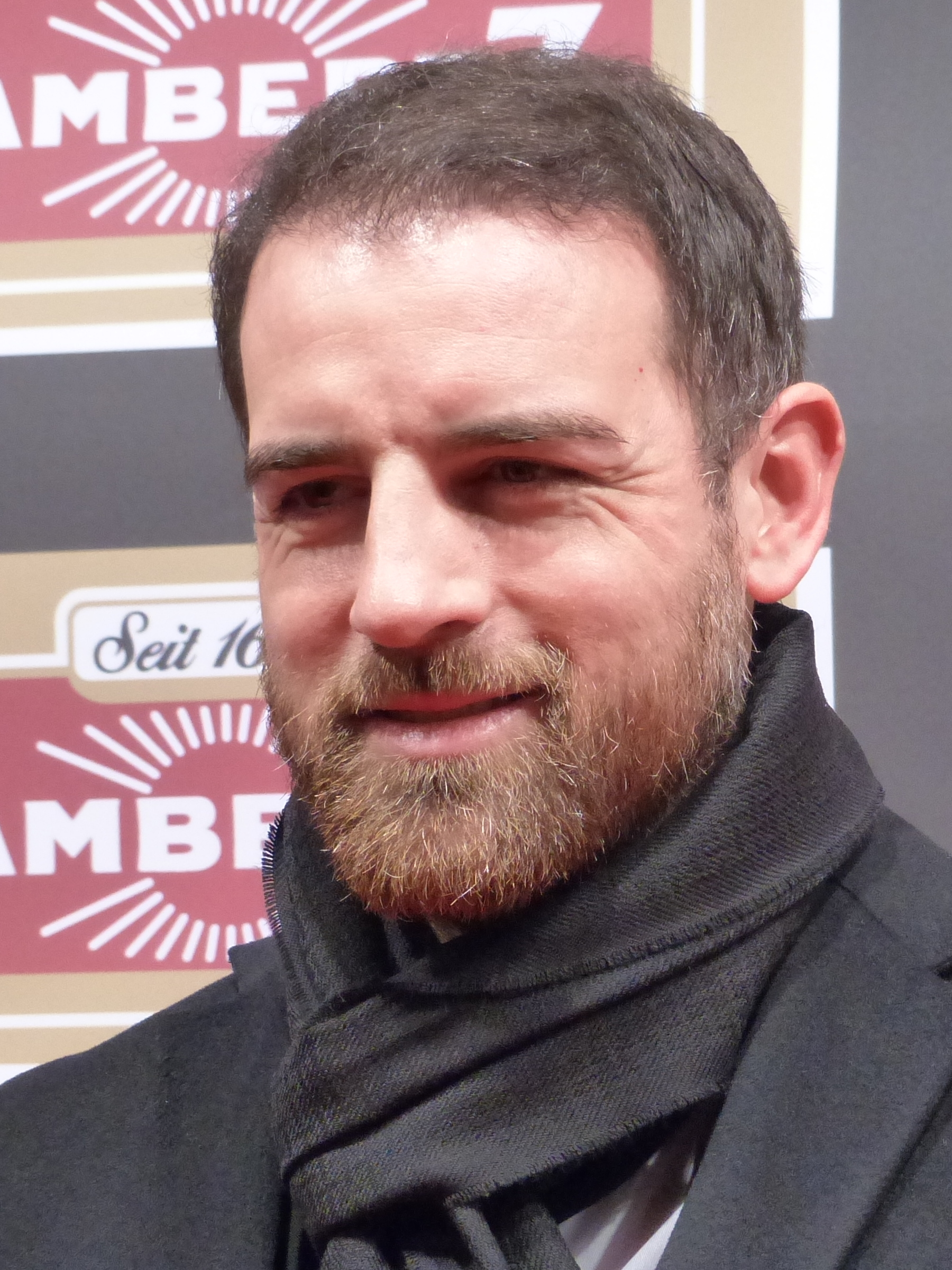
Christoph Metzelder (* 1980), Fußballspieler und -trainer sowie -funktionär

- Joseph König (* 15. November 1843 in Lavesum; † 12. April 1930 in Münster), Lebensmittelchemiker, Namenspatron des Gymnasiums
- Alois Bley (* 25. Januar 1865; † 13. August 1904 in Neubritannien), Ordensbruder und Märtyrer
- Theodor Buddenbrock (* 12. Juni 1878 in Lippramsdorf; † 18. Januar 1959 in Süchteln), Katholischer Erzbischof und Chinamissionar, Träger des Großen Bundesverdienstkreuzes.
- Alexander Lebenstein (* 3. November 1927 in Haltern; † 28. Januar 2010 in Richmond, Virginia), der einzige überlebende Jude des Holocaust in Haltern, Ehrenbürger der Stadt Haltern am See, die städtische Realschule ist nach ihm benannt
- Winfried König (* 4. Dezember 1932 in Haltern; † 10. November 2015 in Münster-Wolbeck), römisch-katholischer Geistlicher und Apostolischer Visitator des ehemals deutschen Erzbistums Breslau
- Leni Fischer (* 18. Juli 1935), Pädagogin und Politikerin (CDU)
- Wolfgang Hertle (* 19. Dezember 1946), Politologe, gewaltfreier Aktivist und Bewegungsforscher
- Jürgen van Buer (* 1949), Wirtschaftspädagoge und Hochschullehrer
- Ulrich Schriewer (* 1949), bildender Künstler
- Elisabeth Stremlau (* 22. April 1949), Politikerin (SPD), Bürgermeisterin von Dülmen
- Detlef B. Fischer (* 1952), Autor, Fotograf, Maler, Bodhisattva-Mönch und Gründer des Zen-Instituts Münster
- Bernd Overwien (* 15. Dezember 1953), Professor für Politikdidaktik an der Universität Kassel
- Heinz-Josef Bontrup (* 8. Februar 1953), Wirtschaftswissenschaftler
- Gaby Bußmann (* 8. Oktober 1959), Leichtathletin
- Helmut Müller-Enbergs (* 1960), Politologe
- Josef Hovenjürgen (* 10. Januar 1963), Politiker (CDU)
- Rita Stockhofe (* 1. November 1967), Politikerin (CDU)
- Bernd Wehren (* 16. Januar 1970), Lehrer und Schulbuchautor
- Marco Sprinz (* 18. April 1970), Schauspieler
- Jürgen Saalmann (* 28. Mai 1970), Gitarrist und Komponist
- Christina Rühl-Hamers (* 23. Juli 1976), Fußballfunktionärin
- Stefan Leifert (* 1977), Journalist, Redakteur und Moderator (ZDF)
- Christian Schulte-Loh (* 1979), Komiker und Autor
- Christoph Metzelder (* 5. November 1980), Fußballspieler
- Malte Metzelder (* 19. Mai 1982), Fußballspieler
- Gregor McEwan (* 14. November 1982), Singer-Songwriter
- Peter Dudziak (* 1983), mehrfacher deutscher Meister und Weltmeister im Tastschreiben
- Benedikt Höwedes (* 29. Februar 1988), Fußballspieler
- Vera Thamm (* 30. Oktober 1990),[7] Paralympische Weltmeisterin im Brustschwimmen und Halterin zahlreicher Europa- und Deutschlandrekorde
- Marian Kuprat (* 22. November 1990), Singer-Songwriter
- Markus Schulte-Lünzum (* 16. Juli 1991), Mountainbiker und Cyclocrossfahrer
- Romina Küper (* 1992), Schauspielerin

## Bekannte Einwohner und mit Haltern am See verbundene Persönlichkeiten

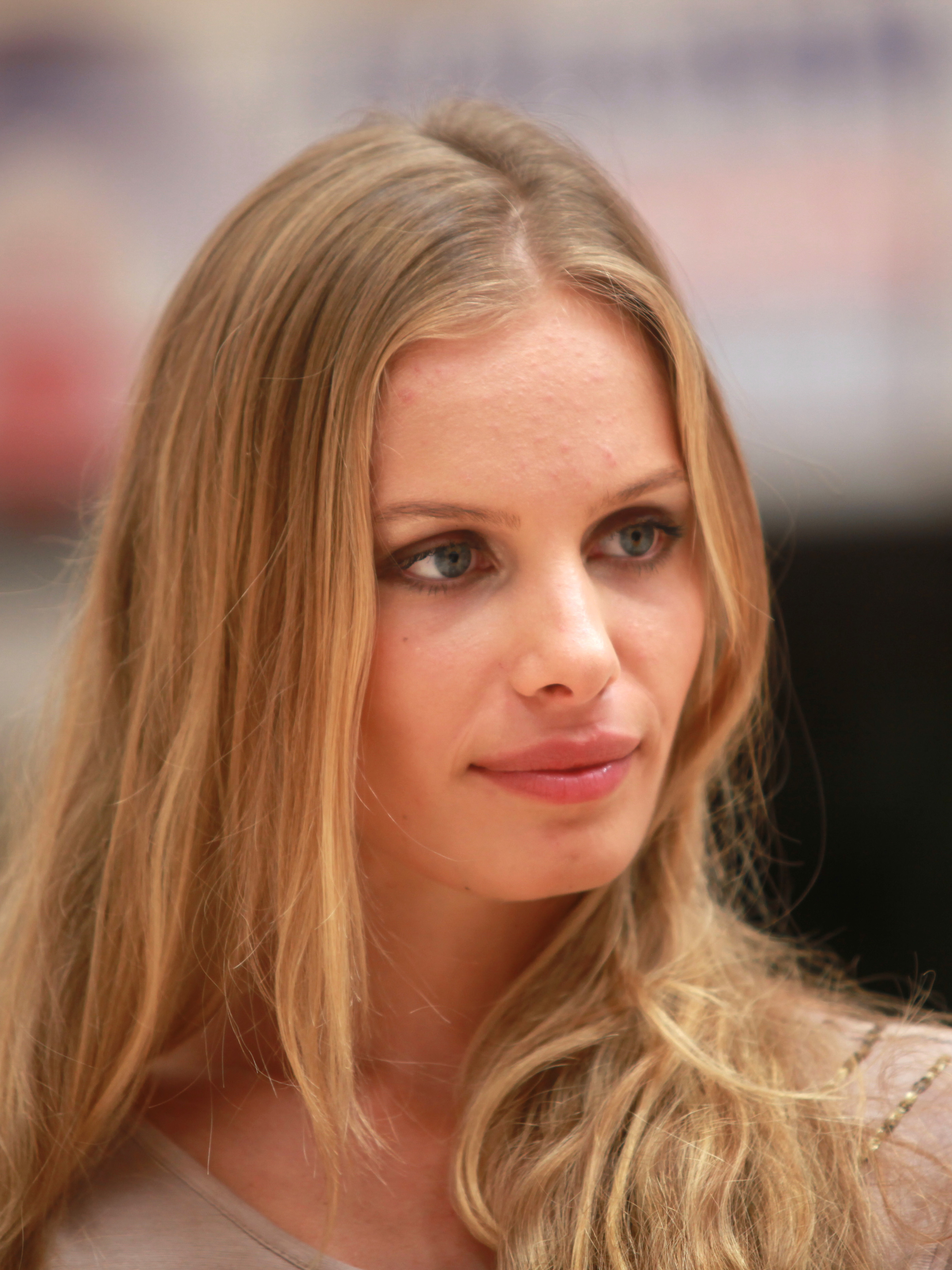
Jana Beller (* 1990), Model und Unternehmerin

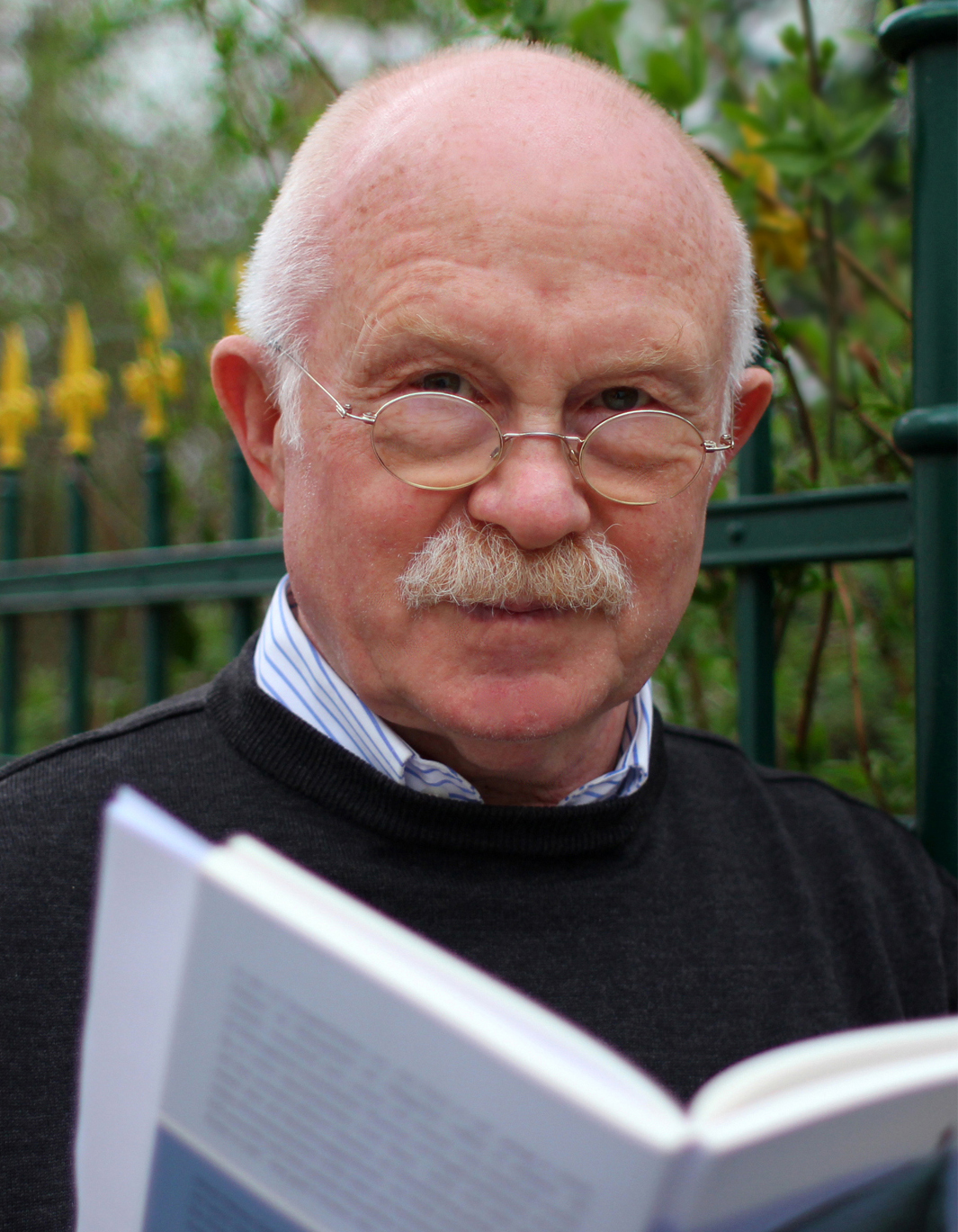
Norbert Kühne (* 1941), Autor und Publizist

- Paulus Ludolf Kardinal Melchers (* 6. Januar 1813 in Münster; † 14. Dezember 1895 in Rom), ab 1841 Kaplan in Haltern, Erzbischof von Köln und Bischof von Osnabrück
- Georg Loeschcke (* 28. Juni 1852 in Penig, Sachsen; † 26. November 1915 in Baden-Baden), Archäologe, war maßgeblich an der Erforschung des Römerlagers in Haltern beteiligt
- Carl Schuchhardt (* 6. August 1859 in Hannover; † 7. Dezember 1943 in Arolsen), Prähistoriker. Leitete mit Friedrich Koepp die Ausgrabungen des Römerlagers.
- Friedrich Koepp (* 3. Februar 1860 in Biebrich; † 9. Mai 1944), Archäologe, mit Carl Schuchhardt Grabungsleiter des Römerlagers. Begründer des alten Römermuseums in Haltern
- August Konermann (* 24. Mai 1881 in Recke-Steinbeck; † 15. April 1950 in Münster), katholischer Pfarrer und Publizist, Mitbegründer des Gottfried-Könzgen-Heimes
- Hermann Moog (* 29. Januar 1901 in Gelsenkirchen; † 24. März 1974 in Haltern), westfälischer Maler und Zeichner, lebte und arbeitete in Holtwick
- Laurenz Böggering (* 30. Januar 1904 in Bocholt-Lowick; † 10. Januar 1996); mehrere Jahre Priester in Haltern, später Weihbischof des Bistums Münster
- Gerhard Ribbeheger (* 27. November 1918 in Drensteinfurt; † 12. November 2007 in Haltern am See), Politiker, ehemaliger Vorsitzender der Zentrumspartei, MdB a. D., Bürgermeister und später Oberstadtdirektor der Stadt Haltern
- Karl-Heinz Kramer (* 10. November 1924 in Forst; † 27. November 2006), Filmproduzent, Dokumentarfilmer
- Ewald Döpper (* 11. August 1929 in Lüdinghausen-Seppenrade; † November 1994), Landwirt, Aufbau des Prickings-Hofs, bekannt als „Bauer Ewald“
- Norbert Kühne (* 1941 in Magdeburg), Schriftsteller, wohnte von 1980 bis 1986 in Haltern; ist vertreten in Ach, Du schöne Kleine, Haltern 2010,[8] mit Mein Sonntag in Haltern (WDR 3), 1982
- Thorsten Schmidt (* 4. Oktober 1946 in Bad Zwischenahn; † 10. September 2019 in Haltern am See), Liedermacher und Sänger der Gruppe Virus D
- Julio F. Largacha (* 1. November 1950 im argentinischen San Juan; † 3. Juli 2006 in Haltern am See), Pianist und Musikprofessor
- Peter Neururer (* 26. April 1955 in Marl), Fußballtrainer, hatte seine erste Trainerstation beim TUS Haltern
- Tilman Rossmy (* 7. August 1958 in Essen), Sänger der Gruppe Die Regierung, produzierte während eines fünfjährigen Aufenthalts in Haltern die ersten Demoaufnahmen und Teile des ersten Albums der Gruppe[9]
- Wolfram Wuttke (* 17. November 1961 in Castrop-Rauxel; † 1. März 2015 in Lünen), Fußballspieler, war direkt im Anschluss an seine Profilaufbahn Spielertrainer des TUS Haltern
- Martin Max (* 7. August 1968 in Tarnowskie Góry, Polen), Fußballspieler, lebte mehrere Jahre in Sythen
- Franz-Josef Overbeck (* 19. Juni 1964 in Marl), 1990–1994 Kaplan in Haltern, Bischof im Bistum Essen und ehemaliger Diözesanadministrator und Weihbischof im Bistum Münster
- Suzan Anbeh (* 18. März 1970 in Oberhausen), Schauspielerin, lebte bis zu ihrem 17. Lebensjahr in Haltern
- Sérgio Pinto (* 16. Oktober 1980 in Vila Nova de Gaia), Fußballspieler, 1995 bis 1999 Jugendspieler beim TUS Haltern, verbrachte in Haltern einen Teil seiner Jugend
- Jana Beller (* 27. Oktober 1990 in Omsk), Model; wuchs in Lippramsdorf auf